# 比西耶尔 (多姆山省)
比西耶尔（法語：Bussières，法語發音：[bysjɛʁ] ⓘ）是法国多姆山省的一个市镇，属于里永区。

## 地理
比西耶尔（46°4'13"N, 2°37'59"E）面积13.84 平方千米，位于法国奥弗涅-罗讷-阿尔卑斯大区多姆山省，该省份为法国中南部省份，北起阿列省接壤，东临卢瓦尔省，南至上盧瓦爾省和康塔爾省，西接科雷兹省和克勒兹省。
与比西耶尔接壤的市镇（或旧市镇、城区）包括：埃斯皮纳斯、罗什达古、圣伊莱尔、圣迈涅、皮永萨附近圣莫里斯。

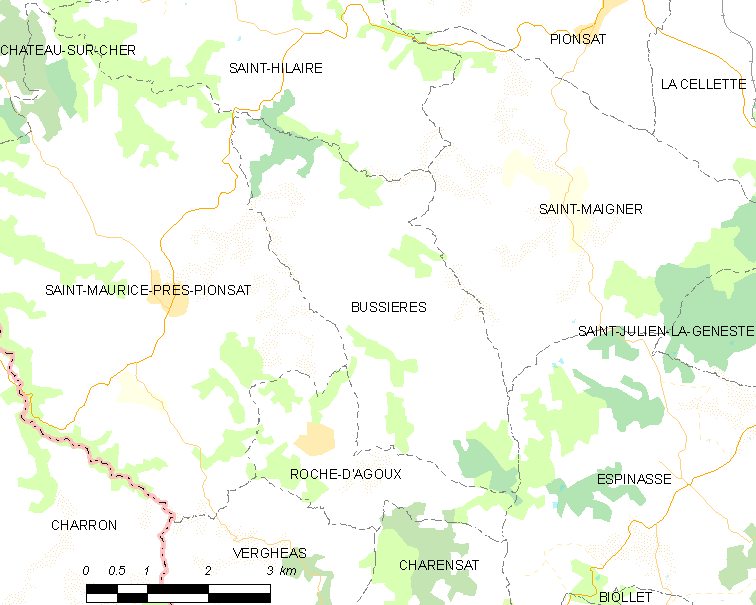
的OSM定位图

比西耶尔的时区为UTC+01:00、UTC+02:00（夏令时）。

## 行政
比西耶尔的邮政编码为63330，INSEE市镇编码为63060。

## 政治
比西耶尔所属的省级选区为圣埃卢瓦莱米讷县。

## 人口

1962-2008年间人口变化图示

比西耶尔于2022年1月1日时的人口数量为107人。